# Миланов, Йордан
Йордан Сергиев Миланов (болг. Йордан Сергиев Миланов) (20 ноября 1924, София — 27 июня 2020, София) — генерал-майор в отставке ВВС Болгарии. Он был признанным автором, болгарским авиационно-космическим доктором наук и пилотом ВВС Болгарии. Имея более 60 публикаций, касающихся истории, тактики и геополитических проблем военно-воздушных и космических сил, генерал-майор Миланов был одним из самых плодовитых лидеров военной авиации 20-го века в Болгарии. Генерал-майор Миланов скончался в следствий естественных причин рано утром 27 июня 2020 года в своем доме в Софии, Болгария.

## Биография

### Ранняя жизнь и образование
Йордан Миланов родился 20 ноября 1924 года в Иваняне (Банкя), пригороде Софии, Болгария. В 1935 году окончил Национальную среднюю школу «Отец Паисий», продолжая свое образование и в конечном итоге окончил Национальную среднюю школу «Князь Роман Тырновский» в 1938 году. Он был привлечен к авиации в раннем возрасте, окончив Казанлыкскую школу пилотов в 1945 году в возрасте 21 года, со средним баллом 95,3 %. Миланов продолжил свое образование, окончив Национальную военно-воздушную академию имени Георгия Бенковского в 1947 году (средний балл 99,3 %), Военную академию имени Георгия Раковского в 1958 году и Военную академию Генерального штаба Вооруженных сил России в 1965 году. По окончании учёбы в России в 1965 году офицер Миланов получил в своем классе единственный золотой диплом медали за отличия, лично подписанный тогдашним маршалом Советского Союза Матвеем Захаровым.

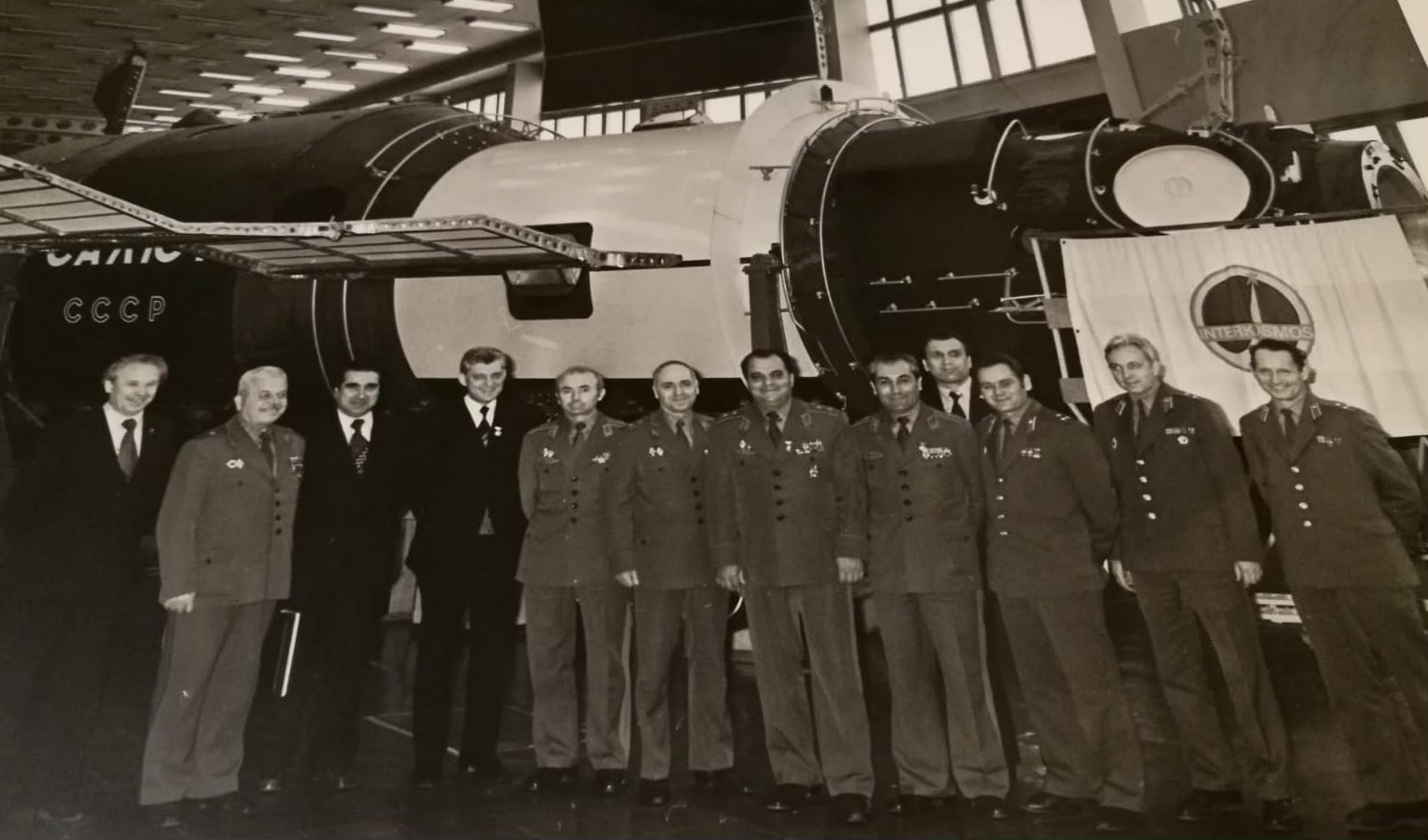
Йордан Миланов в 1971 году

### Военная карьера
За 40 лет выдающейся военной службы генерал-майор Миланов занимал ряд командных постов в Болгарии, включая руководство бомбардировками, атаками и истребительной авиацией. Его путешествие началось 15 сентября 1943 года, когда Миланов был призван служить молодым солдатом в военном аэропорту в Божуриште. После его окончания в 1947 году, он продолжает служить в качестве летчика-лейтенанта в двенадцатом штурмовом авиационном полку ВВС Болгарии, входящем в состав второй штурмовой дивизии под командованием полковника Кирилла Кирилова. Вскоре Миланов получил звание навигатора второй эскадрильи, а вскоре после этого навигатора полка.
В период с 1961 по 1963 год он был начальником штаба тактической авиации. Впоследствии, в 1969—1972 годах, он работал начальником штаба противовоздушной обороны и ВВС Болгарии. В период с 1974 по 1985 год в составе Министерства обороны Болгарии он занимал должность главного инспектора как по зенитной войне, так и по ВВС Болгарии.

### Программа Интеркосмос
Миланов был начальником штаба Национальной комиссии по программе болгарских космонавтов и рабочим членом Интеркосмоса, российской международной космической программы, где он работал над программой космических полетов «Союз-33» и выездной экспедицией «Мир ЭП-2» в рамках Выбор Интеркосмоса 1978 года. Его вклад в программу способствовал запуску в космос первых болгарских космонавтов Георгия Иванова (10 апреля 1979 г.) и Александра Александрова (7 июня 1988 г.).

### Выход на пенсию
После 40 лет службы, в возрасте 60 лет, генерал-майор Миланов вышел в отставку в 1985 году в Софии, Болгария. После выхода на пенсию он продолжал свою научную работу приблизительно до 92 лет. Его работа после выхода на пенсию привела к множеству задокументированных сборов фактов и исследований, а также публикации многочисленных статей, колонок мнений, интервью и несколько печатных книг.

## Книги и публикации
Генерал-майор Миланов — известный и уважаемый автор, часто цитируемый в военных и авиационных публикациях.
Основное внимание в его публикациях и исследованиях уделяется тактике и оперативному искусству ВВС, истории авиации и применениям космического пространства в военных целях.

### ВВС Болгарии во время войн 1912—1945 гг.(2008 г.)
ISBN 978-954-752-125-4

Воздушные войска Болгарии во время войн 1912—1945

Книга представляет собой расширенный и обновленный сборник трех неопубликованных работ автора под названием «Авиация и аэронавигация Болгарии во время войн 1912—1945 гг.». Автор пишет в предисловии к книге: «Я надеюсь, что эта книга, предназначенная для широкого круга читателей, позволит пролить более яркий свет на историю нашей авиации в одной из её важнейших ролей — военном использовании».
Книга состоит из четырёх глав, описывающих участие Болгарии в воздухе в Балканских войнах (1912—1913: Глава I), Первая мировая война (1915—1918: Глава II), Вторая мировая война во время участия Болгарии в Троиственном пакте (1 марта 1941 г. — 4 сентября 1945 г. (глава III), а также Вторая мировая война после участия Болгарии в Троиственном пакте (9 сентября 1944 г. — 9 мая 1945 г.). Книга основана на тщательно изученных фактах, полученных непосредственно из Болгарского центрального военного архива, а также публикаций из болгарских журналов, таких как «Военный журнал», «Военно-техническая мысль», «Обзор воздушного пространства», «Летчик»; Болгарские газеты, такие как «Военные новости» и «Национальная оборона», а также множество других или иностранных книг, таких как «Крылья суда: американская бомбардировка во Второй мировой войне», «История пятнадцатого воздушного полка» и многие другие.

### Военный космос четверть века назад(2012 г.)
ISBN 978-619-7027-01-3

Военный космос четверть века назад

Первоначально книга должна была выйти в 1987 году; однако, из-за политических потрясений и связанных с ними событий, материал не был опубликован до конца 2012 года, после того как его обновил соавтор Веселин Стоянов. В нём рассматриваются многие аспекты военного использования в космосе, особенно в свете космической гонки США — Советский Союз (СССР). Автор повторно рассматривает события, связанные с запуском Спутника-1, апрельским полетом Юрия Гагарина в 1961 году и общим развитием космических программ США и СССР в этот период. Особое внимание также уделяется программе Интеркосмос, а также развитию болгарской программы космонавтов и болгарских космонавтов Георгия Иванова и Александра Александрова. Акцент также сделан на эволюции в области стратегического космического контроля и военных действий.

### XXI век и война(2014 г.)
ISBN 978-619-7027-04-4

XXI век и война

Книга является второй редакцией ранее выпущенной книги с тем же названием. Автор пишет в предисловии к книге: «Цель этой книги — показать, если это возможно, в мельчайших подробностях основные идеи некоторых наиболее известных имен в различных национальных школах мысли и их точки зрения в геополитической и военной науке».
Книга состоит из двух частей: ретроспектива XX века и прогноз первой четверти XXI века (часть первая) и всесторонний, всеобъемлющий взгляд на современную войну (часть вторая). Автор черпает вдохновение и факты из множества источников, а также публикаций всемирно известных деятелей, таких как Жак Аттали, Збигнев Бжезинский, Бриам Бидхэм, Александр Дугин, Херфрид Мюнклер, Владимир Слипченко и Уэсли Кларк.

## Ордена, почести и награды
- Медаль «За участие в Отечественной войне 1944—1945 гг.» (награждён 15 июня 1948 г.)[13]
- Медаль «За безупречную службу» 1-й степени (награждён 12 сентября 1961 г.)[14]
- Медаль «За безупречную службу» 2-й степени (награждён 2 сентября 1963 г.)[14]
- Медаль «20-летие Народной армии Болгарии» (награждён 1 апреля 1964 г.)[15]
- Медаль «Двадцать лет победы в Великой Отечественной войне 1941—1945 гг.» (награждён 7 мая 1965 г.)[16]
- Медаль Военной академии Генерального штаба Вооружённых сил России (награждён 26 июня 1965 г.)[5]
- Медаль «25-летие Народной армии Болгарии» (награждён 1 июня 1969 г.)[17]
- Награда «Подготовка и завершение военной подготовки Гранит-72» (награждён 8 августа 1972 г.)[18]
- Медаль «30-летие Болгарской Народной Армии» (награждён 17 сентября 1974 г.)[19]
- Медаль «Орден 9 сентября 1944 года» 1-й степени (награждён 3 ноября 1974 г.)[20]
- Медаль «100-летие освобождения от османского правления 3 марта 1878—3 марта 1978» (награждён 2 марта 1978 г.)[21]
- Медаль «1300 лет Болгарии» (награждён 18 октября 1981 г.)[22]
- Медаль «100 лет со дня рождения Георгия Димитрова» (награждён 21 июня 1982 г.)[23]
- Медаль «40-летия социалистической Болгарии» (награждён 27 сентября 1984 г.)[24]
- Медаль «Орден Народной Республики Болгария» 1-й степени (награждён 20 ноября 1984 г.)[25]
- Медаль «40 лет со дня Победы в Великой Отечественной войне 1941—1945 годов» (награждён 12 апреля 1985 г.)[26]